# Szubjektív Értékek Alapítvány
A Szubjektív Értékek Alapítvány 2002-ben alakult Budapesten. Az alapító a faji előítéletek elleni harcot jelölte meg elsődleges feladatnak.
A szervezet a tevékenysége során kifejezetten hangsúlyt fektet az esélyegyenlőségre, támogatja a hátrányos helyzetű csoportok bevonását (migránsok, etnikai kisebbségek).
Az alapítvány tevékenységének egyik fő tevékenysége az antirasszista világnap alkalmából 2001 óta szervezett rendezvények. A világnapok változatos eszközökkel és témákkal (kerekasztal-beszélgetések mellett zenei programok, képzések, filmvetítések) közelítették meg a diszkrimináció és az emberi jogok kérdését, elsősorban a fiatalokat megcélozva.
A budapesti Brit Nagykövetség az alapítványt választotta a Zene a rasszizmus ellen (ZARE) kampány nemzeti koordinátorának.
Az alapítvány szervezi 2011. szeptemberétől 2012. júniusáig az Európai Bizottság Magyarországi Képviseletének kulturális programjait.
Szegénységgel kapcsolatos programok keretében 2010-ben létrejött az Élet-tér c. színházi előadást és a hozzá kapcsolódó Hajléktaland c. útikönyv.
Az alapítvány aktív tagja a legnagyobb európai szintű antirasszista hálózatnak, az amszterdami székhelyű United for Intercultural Action-nek, melynek keretén belül az elmúlt évben 40 ország részvételével nemzetközi konferencia szervezésére került sor Budapesten.